# Pseudopostega monstruosa
Pseudopostega monstruosa là một loài bướm đêm thuộc họ Opostegidae. Nó là loài duy nhất được tìm thấy ở Amazonian premontane rainforest in east-miền trung Ecuador.
Chiều dài cánh trước khoảng 3 mm. Adults are mostly white. Con trưởng thành bay vào tháng 1.